# Лігурійська республіка
Лігурійська республіка (італ. Repubblica Ligure) — короткочасна італійська держава періоду Наполеонівських війн.
Республіка виникла на основі існуючої Генуезької республіки. У 1797 році Наполеон перетворив слабку Генуезьку республіку у французький протекторат під назвою Лігурійська республіка.
Законодавчим органом Лігурійської Республіки був Законодавчий Корпус, що складався з двох рад — Ради Синьйори і Ради Шістдесяти. Виконавчим органом Лігурійської Республіки була Директорія, яка складалася з п'яти членів.
У 1805 році республіка була приєднана до Франції як департамент. Окрім сучасного регіону Лігурія до території республіки входили острів Капрая-Ізола (нині Тоскана) і частина сучасного П'ємонту. На території Лігурійської республіки проживало близько 600 тис. осіб, з них близько 90 тис. в самій Генуї.
Після повалення Наполеона, Лігурійська республіка була відновлена з 28 квітня до 28 липня 1814 року, після чого стала частиною Сардинського королівства. 3 січня 1815 року вона була офіційно приєднана до Сардинії.
Протягом свого існування Лігурійська республіка офіційно використовувала символи Генуезької республіки.